# Castel Firmiano
Castel Firmiano (Schloss Sigmundskron in tedesco) è situato nella periferia sudoccidentale di Bolzano sulla destra dell'Adige ed è la sede principale del circuito museale chiamato Messner Mountain Museum voluto e progettato dal famoso scalatore altoatesino Reinhold Messner che lo gestisce. Il museo è stato aperto il 9 giugno 2006.

## Storia

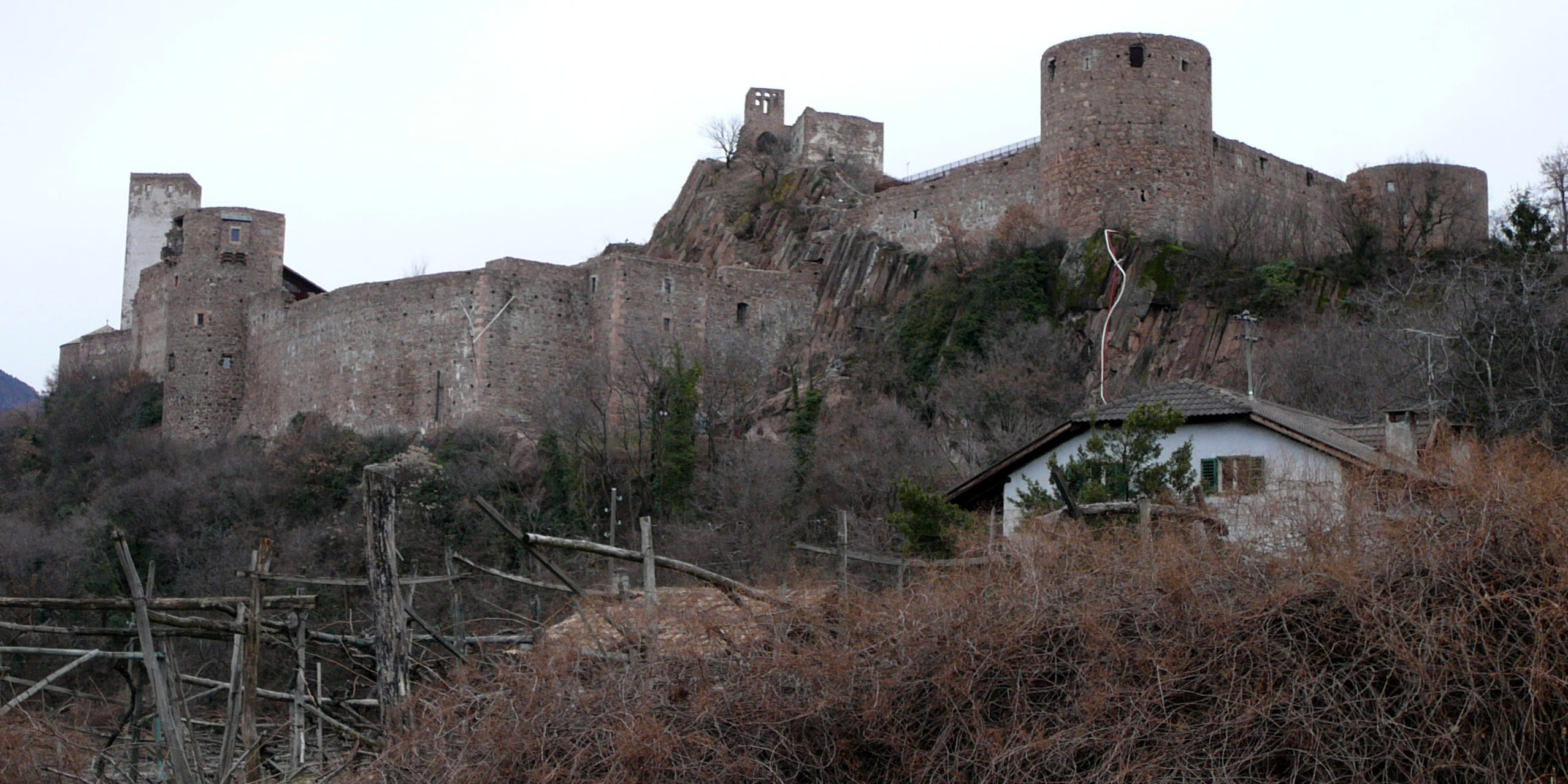
Panoramica del castello con la cappella di S. Biagio e S. Ulrico al centro

Il castello viene menzionato per la prima volta con il nome "Formicaria" (successivamente "Formigar") nel 945 ca.
L'imperatore Corrado II nel 1027 affidò il castello al principe vescovo di Trento. Nel XII secolo venne invece affidato a dei ministeriali che da quel momento ottennero il nome signorile di Firmian. I gastaldi, ovvero i burgravi del castello, sono menzionati sin dal 1144. Da allora sono attestate diverse famiglie di status ministeriali che si riconducono ai conti Firmian. Si tratta dei casati degli Estrich, degli Hahn ("Gallus"), degli Häring, dei Kastraun, dei Ripp e dei Zungel, tutti del XIII secolo. Dal 1163, il guado nell'Adige sotto Castel Firmiano è attestato quale luogo del tribunale feudale dei vescovi in zona di Bolzano, sottolineando così l'importanza del sito per il vescovado.
La cappella, posta sul punto più alto del maniero, è dedicata a San Biagio e a San Ulrico, il vescovo di Augusta, sembra essere addirittura antecedente alla struttura di fortificazione, nella quale fu poi inglobata. La leggenda narra che il santo vescovo dell'età carolingia, sia stato di passaggio nella prima metà del X secolo per il territorio di Bolzano.
Nel 1473 il principe del Tirolo, Sigismondo d'Austria, permutò il maniero di proprietà dei conti Firmian con la Contea di Castello. Successivamente nel corso degli anni venne ampliato trasformando il castello in una fortezza e venne ribattezzato col nome di Sigmundskron ("corona di Sigismondo"), nome attestato nel 1474 quale «slosz Sigmundskron». Dell'antico castello Formigar non sono rimaste che poche tracce  nel punto più alto della struttura, occupata dalla cappella. A causa di difficoltà finanziarie Sigismondo dovette presto vendere il castello mantenendo come con la Contea di Castello il potere giurisdizionale attraverso un suo Burgfrieden, ovvero un suo distretto giudiziale soggetto al Landgericht Gries-Bozen, il giudizio territoriale di Gries-Bolzano. Dal XVII secolo il complesso incominciò ad andare sempre più in rovina per via degli alti costi di manutenzione.
Alla fine del XVIII secolo il castello appartenne ai conti Wolkenstein, dal 1807 al 1870 ai conti di Sarentino, poi fino al 1994 ai conti Toggenburg.
Il castello è un importante simbolo dell'autonomia altoatesina - sudtirolese: nel 1957 si tenne proprio qui la più grande manifestazione di protesta nella storia dell'Alto Adige, guidata da Silvius Magnago. Più di 30.000 altoatesini si riunirono nel complesso per protestare contro la non osservanza dell'Accordo di Parigi del 1946 e per chiedere un'effettiva autonomia provinciale per l'Alto Adige, slegata dal Veto regionale imposto dal Trentino (con il famoso motto Los von Trient, ovvero "Via da Trento").
Nel 1976 le rovine vennero in parte restaurate da una famiglia albergatrice che vi aprì un ristorante. Nel 1996 il castello divenne proprietà della Provincia autonoma di Bolzano. Nella primavera del 2003, dopo non poche polemiche, Reinhold Messner ottenne la concessione per la realizzazione del suo museo della montagna da tempo prospettato.
Durante i lavori di restauro, nel marzo 2006, venne scoperta una tomba del neolitico, nella quale vennero ritrovati resti dello scheletro di una donna. Al momento si stima che l'età della tomba oscilli tra i 6.000 e i 7.000 anni.

### Toponomastica
(Marx Sittich von Wolkenstein, Landesbeschreibung von Südtirol (Schlern-Schriften, 34), Innsbruck, Wagner, 1934, p. 218)
Per "Castel Firmiano" s'intende anche la zona attorno alla rocca sulla quale è situata il castello ed in lingua tedesca per Sigmundskron viene designato anche il territorio oltre all'Adige sottostante chiamato in italiano "Ponte Adige" (Sigmundskroner Brücke). Il nome italiano di Castel Firmiano venne in forma strettamente monolingue reintrodotto da Ettore Tolomei, per motivi dichiaratamente politici, con il suo Prontuario dei nomi locali dell'Alto Adige che puntò all'italianizzazione totale del territorio e ufficializzato nel 1922. Fino all'annessione del Tirolo meridionale all'Italia nel 1919 alcuni contadini d'origine trentina che abitavano la zona designavano il castello con il nome di Zimiscron o Sibizzicróm (storpiatura di Sigmundskron), considerato dal geografo troppo "barbaro" e quindi sostituito. Oggi tuttavia anche Reinhold Messner ha dato il nome "Firmian" al suo museo e con lo stesso nome viene chiamato il nuovo quartiere bolzanino non molto distante.

## MMM Firmian
Il Messner Mountain Museum, grazie a un importante intervento architettonico sensibile al contesto storico operato dall'architetto Werner Tscholl nel 2007, è la sede principale dei cinque musei tematici sparsi nelle Alpi centro-orientali. Il Weißer Turm ("torre bianca") del castello è allestito come piccolo museo di storia contemporanea, mentre negli ampi spazi dell'area museale che supera i 1.100 metri quadrati, il tema di fondo è l'uomo e la montagna con numerosi vari oggetti provenienti da tutto il mondo che simboleggiano il punto d'incontro dell'uomo con la montagna. Nel castello è stata realizzata anche un'arena capace di ospitare conferenze, mostre e concerti. Dal castello è inoltre possibile godere di un ampio panorama sulla conca bolzanina verso nord. Per evitare problemi di traffico nella zona è stato creato un parcheggio nei pressi dell'uscita autostradale e della superstrada Merano-Bolzano dal quale viene effettuato un servizio shuttle.

## Galleria d'immagini

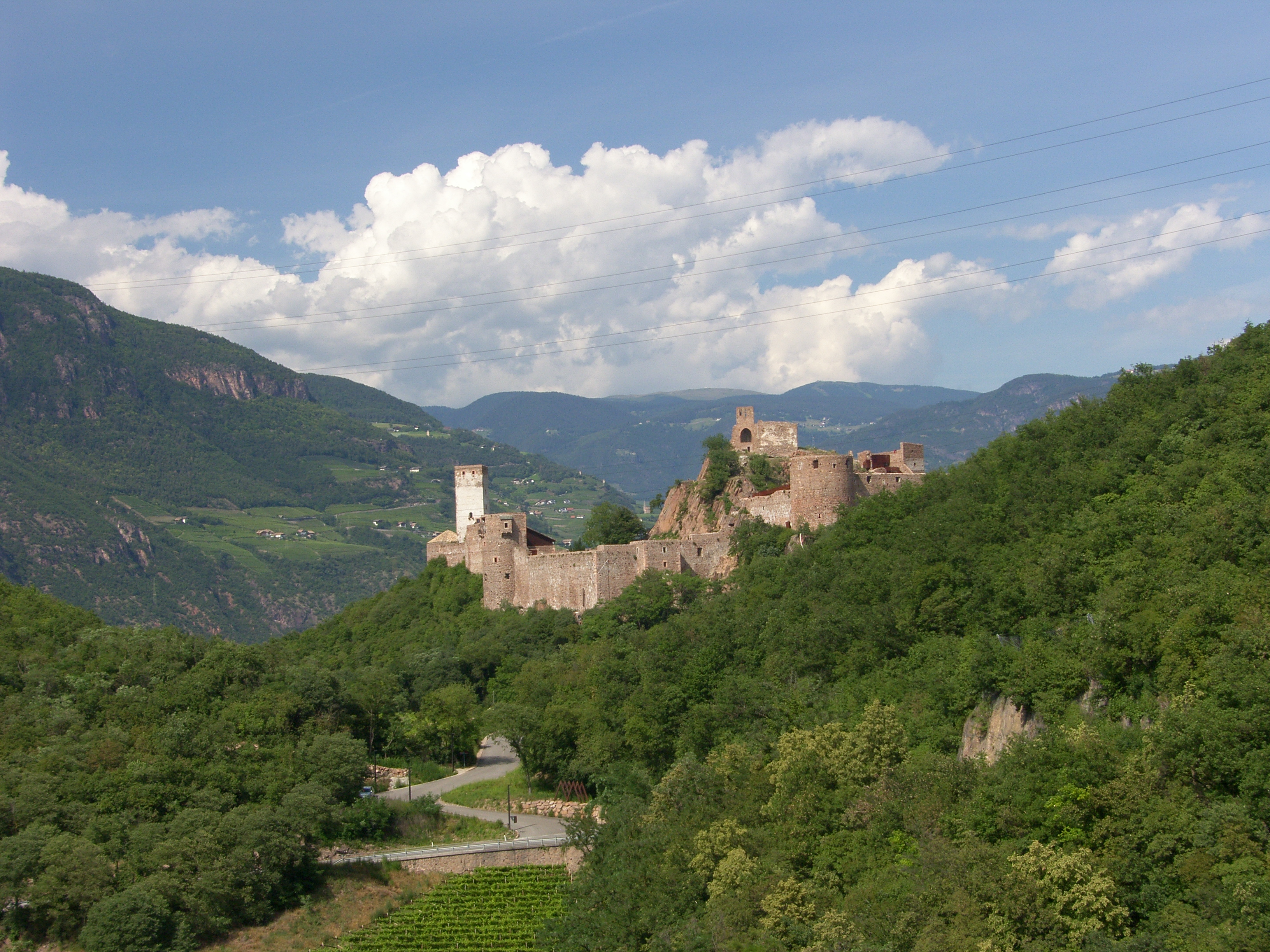
Veduta da sud-ovest
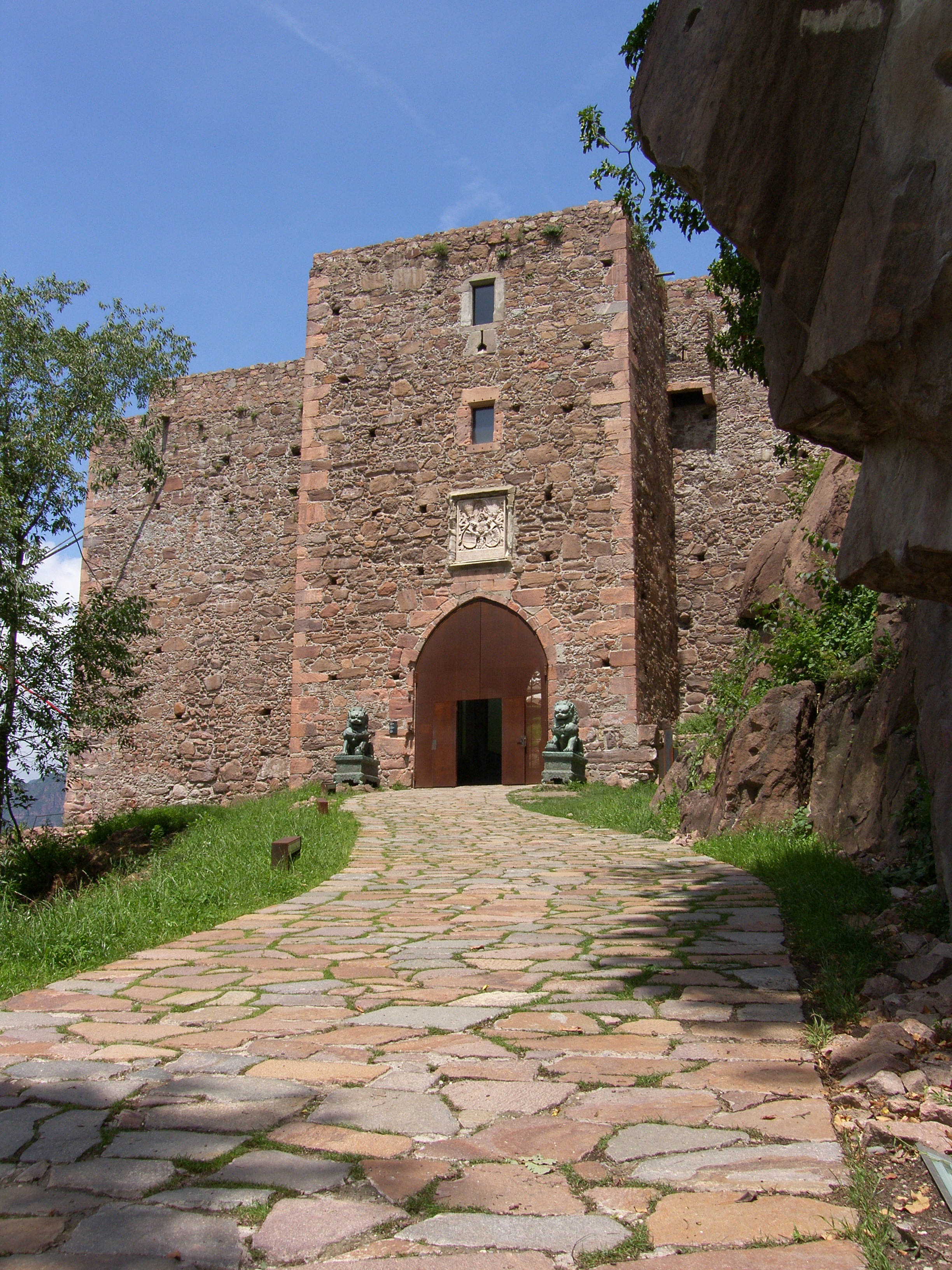
Entrata con lo stemma di Sigismondo d'Austria
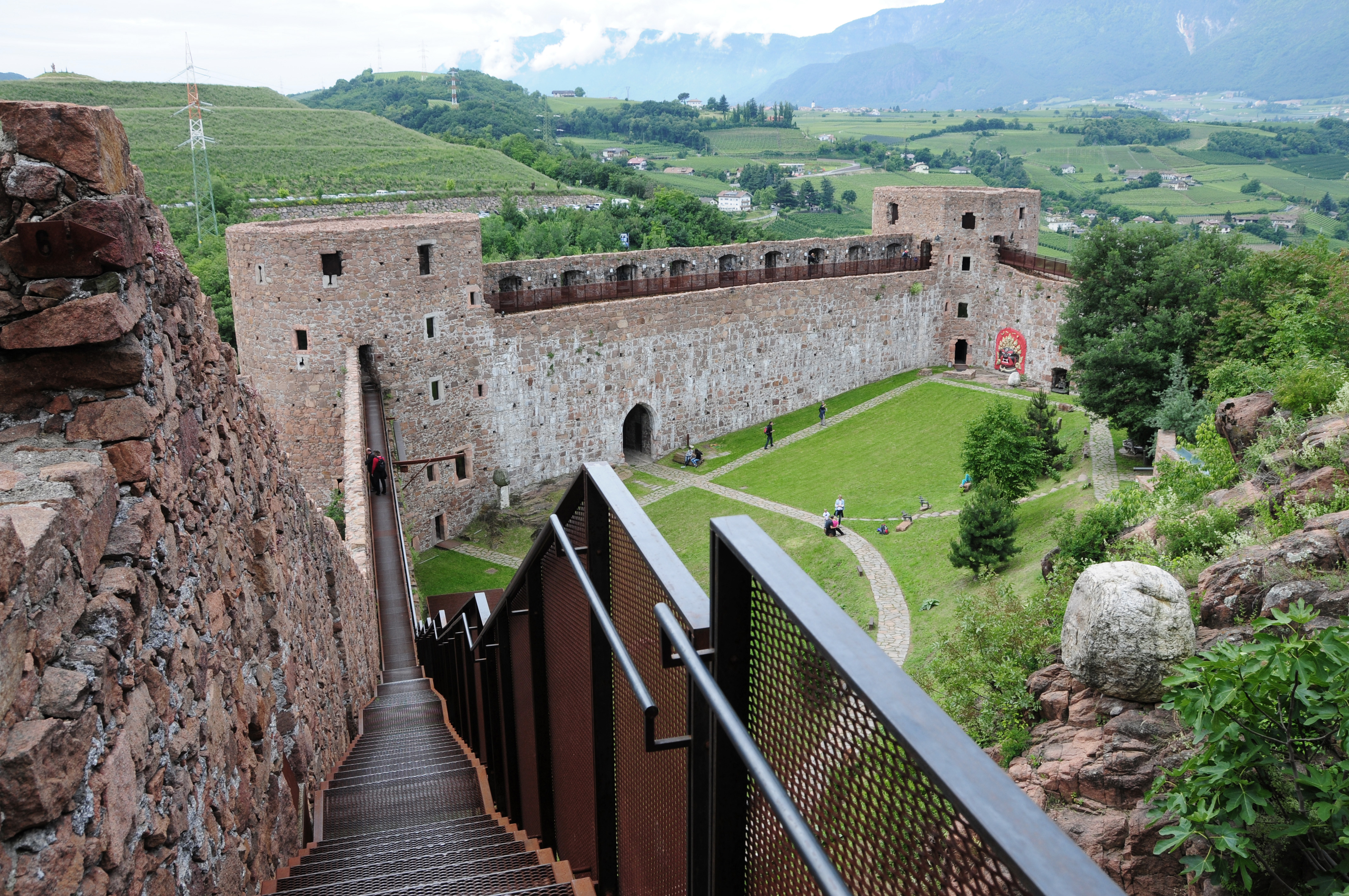
Una parte del muro di cinta
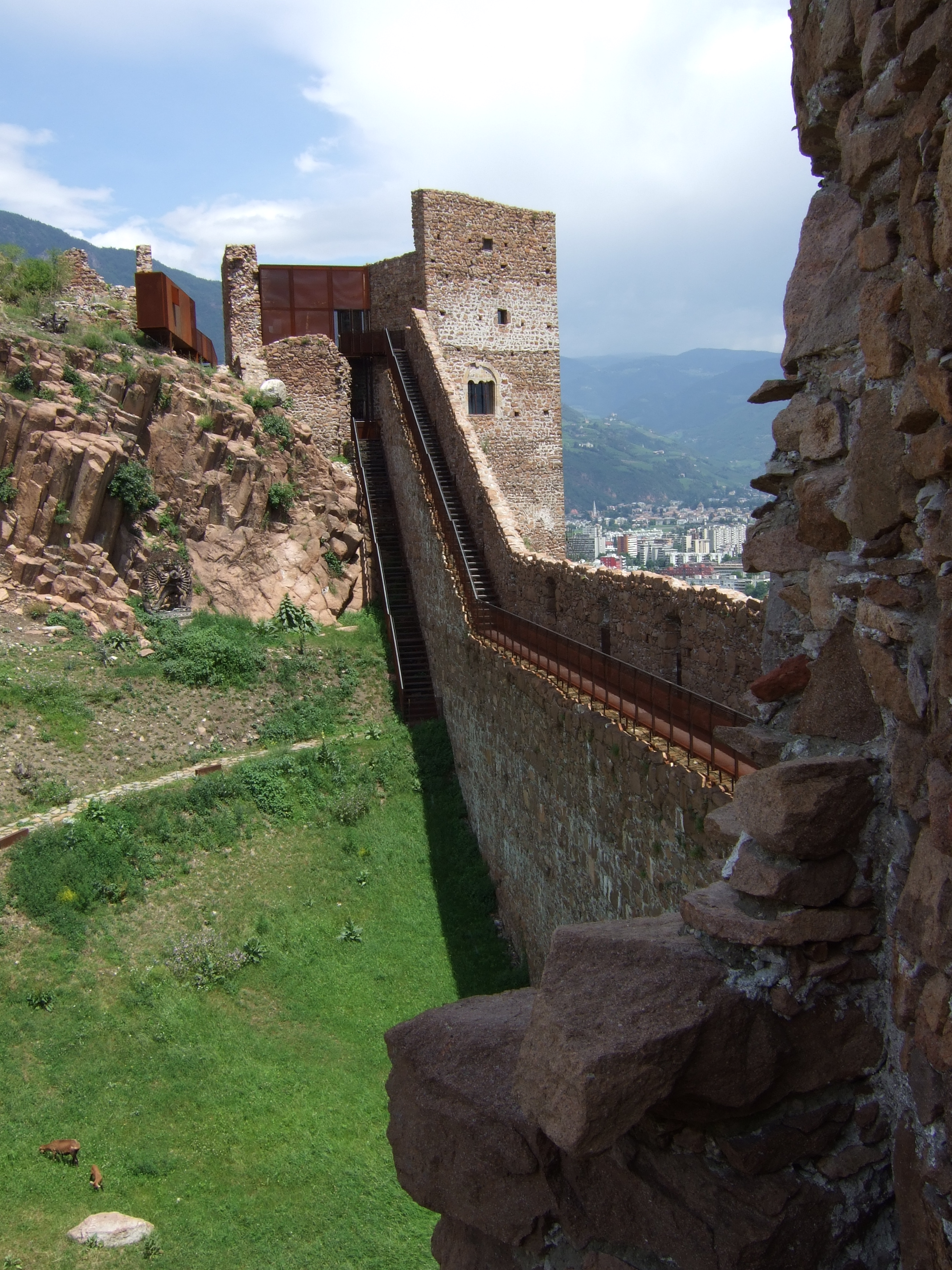
Muro di cinta
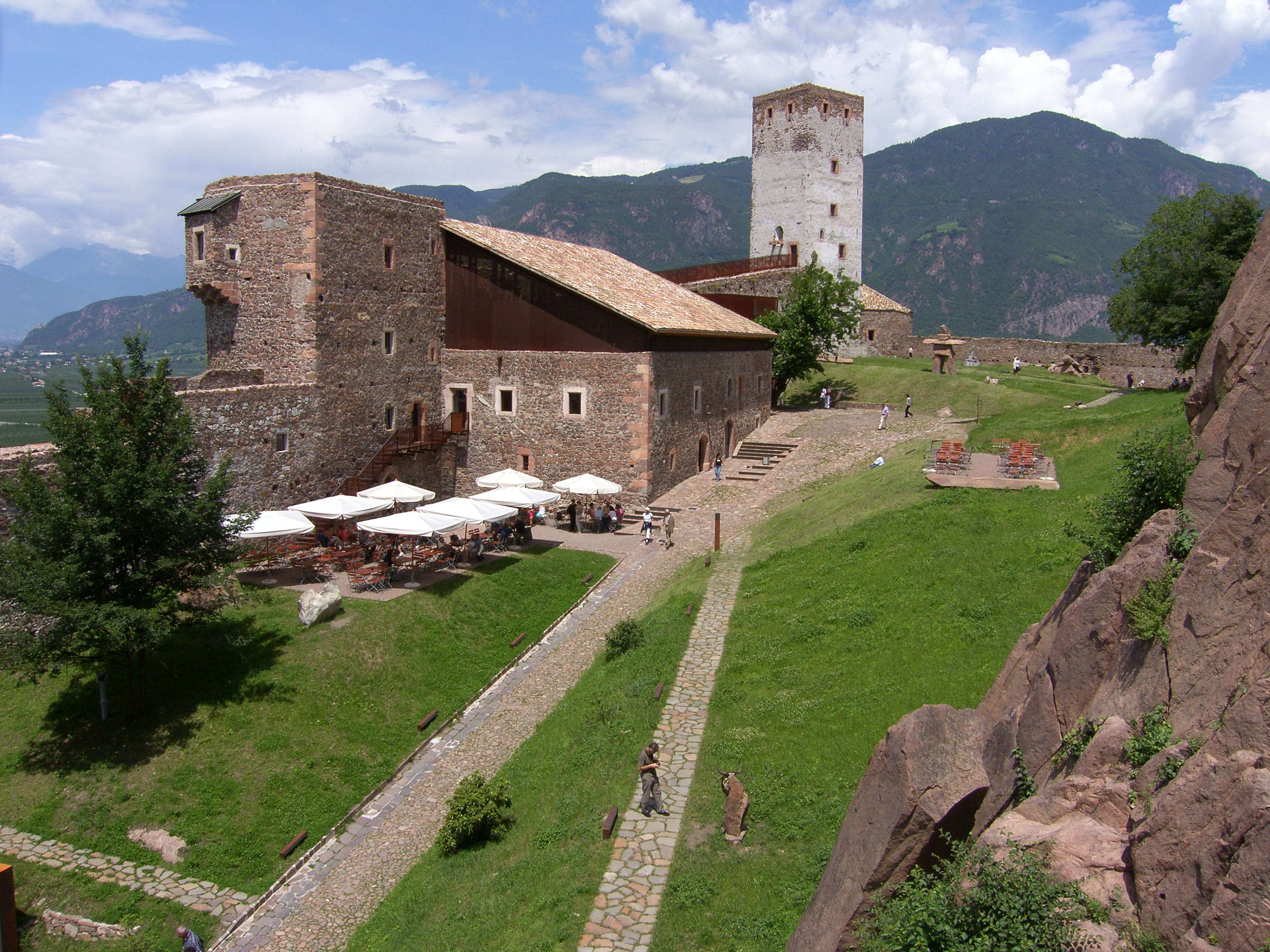
Sullo sfondo il Weißer Turm (torre bianca)
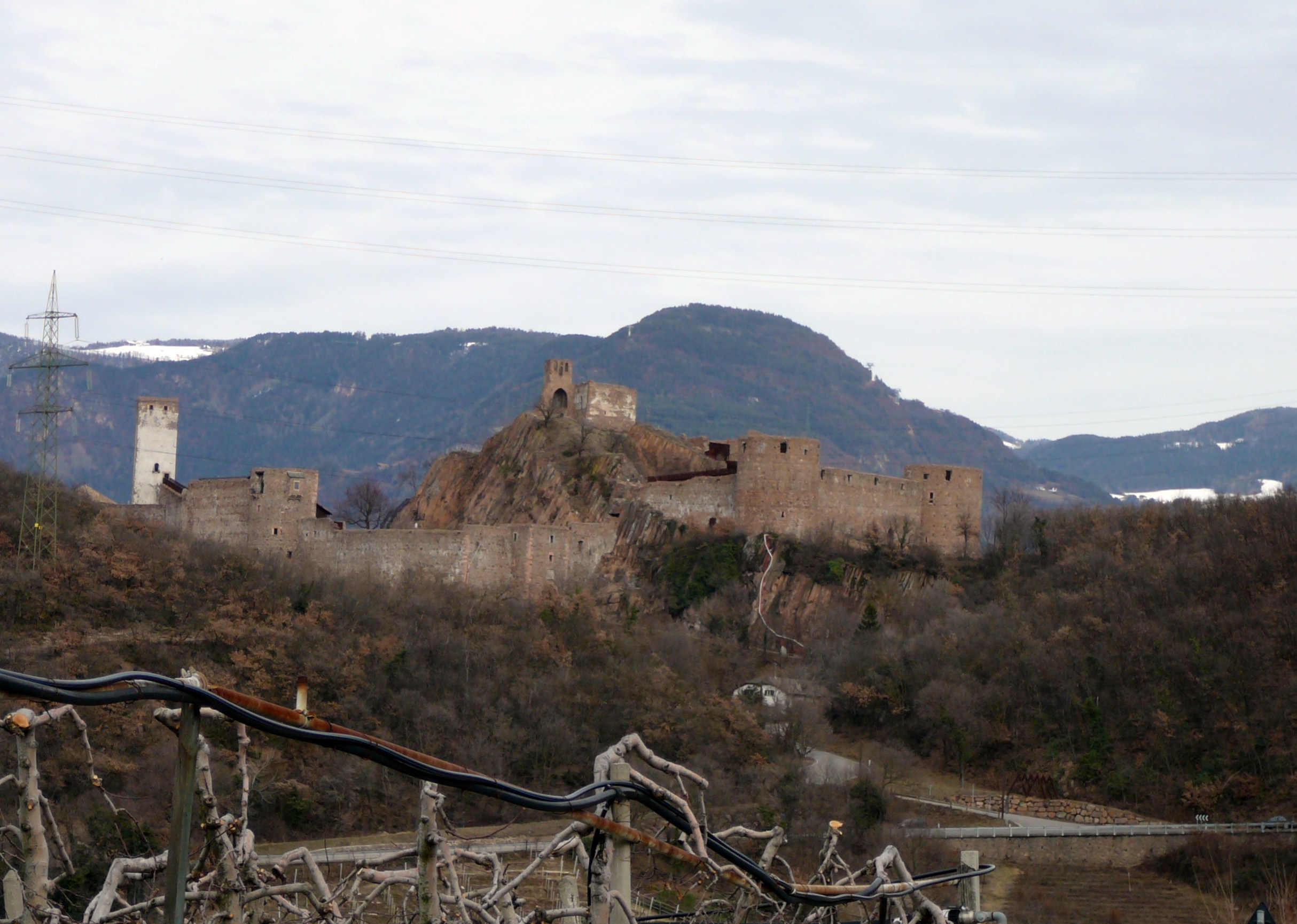